# Polemonium macranthum
Polemonium macranthum là một loài thực vật có hoa trong họ Polemoniaceae. Loài này được Klokov miêu tả khoa học đầu tiên..